# Dana Point
Dana Point is een plaats (city) in de Amerikaanse staat Californië, en valt bestuurlijk gezien onder Orange County.

## Demografie
Bij de volkstelling in 2000 werd het aantal inwoners vastgesteld op 35.110.
In 2006 is het aantal inwoners door het United States Census Bureau geschat op 35.945, een stijging van 835 (2.4%).

## Geografie
Volgens het United States Census Bureau beslaat de plaats een oppervlakte van
76,3 km², waarvan 17,2 km² land en 59,1 km² water. Dana Point ligt op ongeveer 12 m boven zeeniveau.

## Plaatsen in de nabije omgeving
De onderstaande figuur toont nabijgelegen plaatsen in een straal van 16 km rond Dana Point.